# Wilhelm Sartorius
Wilhelm Sartorius (geboren am 10. Dezember 1863 in Wiesbaden; gestorben am 24. Oktober 1942 ebenda) war ein preußischer Verwaltungsbeamter und Landrat.

## Leben
Der Protestant Wilhelm Sartorius war der Sohn des zuletzt als Landesdirektor in der Provinz Hessen-Nassau tätigen Otto Sartorius (gestorben am 29. September 1911 in Wiesbaden) und dessen Ehefrau Louise Henriette Auguste Caroline Sartorius, geborene Götz. Er heiratete am 7. Oktober 1895 in Mülheim am Rhein mit Frida van der Zypen (geboren 1872; gestorben 1950) die Tochter des Industriellen und Kommerzienrats Eugen van der Zypen und dessen Ehefrau Martha van der Zypen, geborene Charlier.
Nach dem Besuch des Gymnasiums nahm Sartorius im Jahr 1882 ein Studium des Rechts- und Kameralwissenschaften an den Universitäten in Heidelberg, Berlin und Leipzig auf, mit dessen Abschluss er 1885 nach der Ablegung des ersten Staatsexamens am 13. Juni 1885 zum Gerichtsreferendar ernannt wurde (Vereidigung 17. Juni 1885). Seine weitere juristische Ausbildung setzte Sartorius vom 17. Juni 1885 bis zum 30. September 1886 bei dem Amtsgericht Höchst bzw. dem Landgericht Wiesbaden fort, bevor er unter Ernennung zum Regierungsreferendar am 19. Juni 1888 in den preußischen Verwaltungsdienst wechselte. Mit Ablegung des zweiten Staatsexamens am 28. Oktober 1891 zum Regierungsassessor (mit Dienstalter vom 26. September) ernannt, erhielt Sartorius mit Erlass vom 23. Oktober 1891 seine Versetzung an die Preußische Regierung in Stade. Weitere Station sollte ab dem 5. April 1893 die Regierung in Köln werden, bevor er in der Nachfolge des in das Preußische Finanzministerium wechselnden Adolph Goedecke am 1. April 1900 kommissarisch die Verwaltung des Kreis Wetzlar antrat. Die definitive Bestallung mit Wirkung zum 1. März 1901 folgte am 18. Februar 1901. Es wurde Sartorius letzte Dienststation. Er blieb bis zu seinem Ruhestand auf Grund der Erreichung der Altersgrenze zum 1. April 1929 Landrat in Wetzlar.